# Шестой лесничий (песня)
Шестой лесничий — песня группы «Алиса» с одноимённого альбома. Написана в 1986 году фронтменом группы «Ночной проспект» Андреем Киселёвым, соседом Константина Кинчева по лестничной площадке.

## История
Самая ранняя сохранившаяся (возможно первая) запись «Шестого лесничего» — с квартирника 12 марта 1986 года. Кинчев исполняет песню под гитару в более быстром темпе, по сравнению с последующими акустическими выступлениями и альбомной версией. Песня содержала ещё один куплет, который в дальнейшем не исполняла группа:

Сургучья пропасть как старая рана

всё без рубца

Несёт испуг не кайлом кровавым

у-у-у полоса

Сургуч канонов силён разбоем,

please, do you want

Шестой лесничий, шестой лесничий

Целится, стиснув рот.
Также акустическая версия «Шестого Лесничего» вошла в официальные релизы группы — в «Акустику. Часть 4», записанный 19 декабря 1986 года во время сольного выступления Кинчева в Новосибирске, где перед её исполнением Кинчев назвал песню достаточно занудной и длинной, и «Акустику. Часть 1», записанный 30 марта 1988 года на выступлении группы в Перми. Раннюю студийную версию песни можно услышать в бутлеге «Атеист—твист», записанном в конце 1986 года. В «электрическом» варианте «Лесничий» был впервые исполнен 5 июня 1987 года на V фестивале Ленинградского рок-клуба.
Как и весь одноимённый альбом песня была записана на передвижной студии «Тонваген» (фирма «Мелодия»). В начале песни звучит отрывок из детского мультипликационного фильма «Маугли»:

 — Вы слышите меня, бандерлоги?

— Мы слышим тебя, Каа…
Для записи бэк-вокала была приглашена Инна Желанная.
По мнению Кинчева образ «Шестого лесничего», предложенный Киселёвым, стал отражением песен группы того периода:

…А для названия альбома лучше всего подходил «Шестой лесничий», хотя одноимённая песня в моём понимании и не была заглавной… …Это очень ёмкий образ, предполагающий простор для толкований, многое можно домыслить. Я сам не всегда понимаю, о чём тексты моих песен, когда пишу их. Разум позже подключается. Главное — поймать изначальный импульс и зафиксировать его— интервью К. Кинчева журналу Ъ-Огонёк, 2009 год
Многие поклонники «Алисы» считали, что под словами «шестой лесничий» и «Миша из города скрипящих статуй» подразумевался Генсек КПСС Михаил Горбачёв. Сам Константин Кинчев опроверг это. Также он сказал, что с этим вопросом нужно обратиться к Борису Гребенщикову, так как цитата была взята из его песни. Действительно, песня группы Аквариум, которая назвалась «Миша из города скрипящих статуй» появилась ещё в 1981 году на альбоме «Треугольник» и посвящена она была известному в кругах ленинградской богемы журналисту и критику Михаилу Шишкову. Да и Горбачёв был по счёту не шестым руководителем советского государства, а восьмым (после Ленина, Сталина, Маленкова, Хрущёва, Брежнева, Андропова, Черненко). Фраза "Миша из города скрипящих статуй" это своего рода музыкальный эпилог исполненый на мотив известной мелодии Полюшко-поле.
Программа осенних концертов группы 2009 года называется «Шестой лесничий — 20 лет спустя». В сет-лист, помимо остальных композиций, вошли все восемь песен с альбома. До 2009 года песня не исполнялась на концертах в течение 20 лет. Константин Кинчев прокомментировал, что это связано с тем, что песня «достаточно нудная и затянутая».

## Музыканты
- Константин Кинчев — вокал
- Пётр Самойлов — бас-гитара
- Игорь Чумычкин — гитара
- Михаил Нефёдов — драм-машина

приглашённые музыканты
- Владимир Осинский — клавишные
- Инна Желанная — бэк-вокал